# Päpstliche Schweizergarde
Die Päpstliche Schweizergarde (italienisch Guardia svizzera pontificia (GSP), lateinisch Pontificia Cohors Helvetica, auch Cohors Pedestris Helvetiorum a Sacra Custodia Pontificis, französisch Garde suisse pontificale, rätoromanisch Guardia svizra papala),  verkürzt Schweizergarde oder auch Vatikangarde, ist die einzig verbliebene bewaffnete Militäreinheit des Heiligen Stuhls. Sie sichert den Apostolischen Palast sowie die Zugänge zur Vatikanstadt und zur Sommerresidenz des Papstes in Castel Gandolfo. Daneben leistet sie Ordnungs- und Ehrendienste und ist für die persönliche Sicherheit des Papstes verantwortlich. Die offiziellen Kommandosprachen sind Deutsch, Französisch und Italienisch. Das Korps wurde im Jahre 1506 durch Papst Julius II. gegründet und ist somit das älteste noch existierende Militärkorps der Welt.

## Vorgeschichte
Die Vorgeschichte der Schweizergarde ist mit dem militärischen Engagement verbunden, welches die Päpste in Verbindung mit dem Kirchenstaat in verschiedensten Auseinandersetzungen gezeigt haben. Eigenständige Streitkräfte oder ein Heer des Vatikans werden historisch kaum wahrgenommen, auch wenn es im Sinne oder im Auftrag von Päpsten zu militärischen Auseinandersetzungen kam, die seit dem Ersten Kreuzzug bekannt sind. Zur Rüstkammer des Vatikans ist bekannt, dass um 1480 der Büchsenmeister Jörg von Nürnberg von Sixtus IV. in Dienst gestellt wurde.

## Geschichte

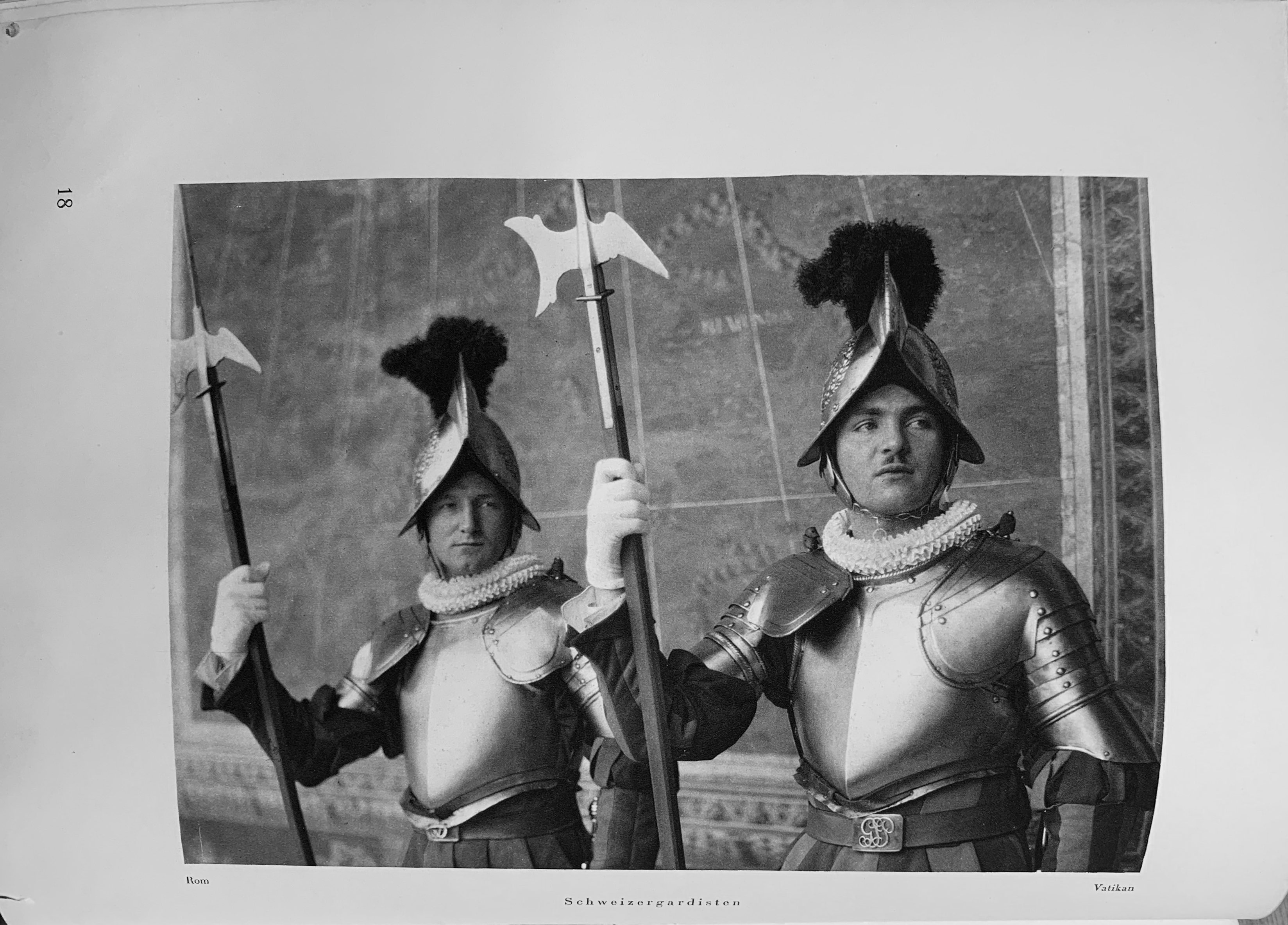
Schweizergardisten im Harnisch (Vatikanstadt 1930)

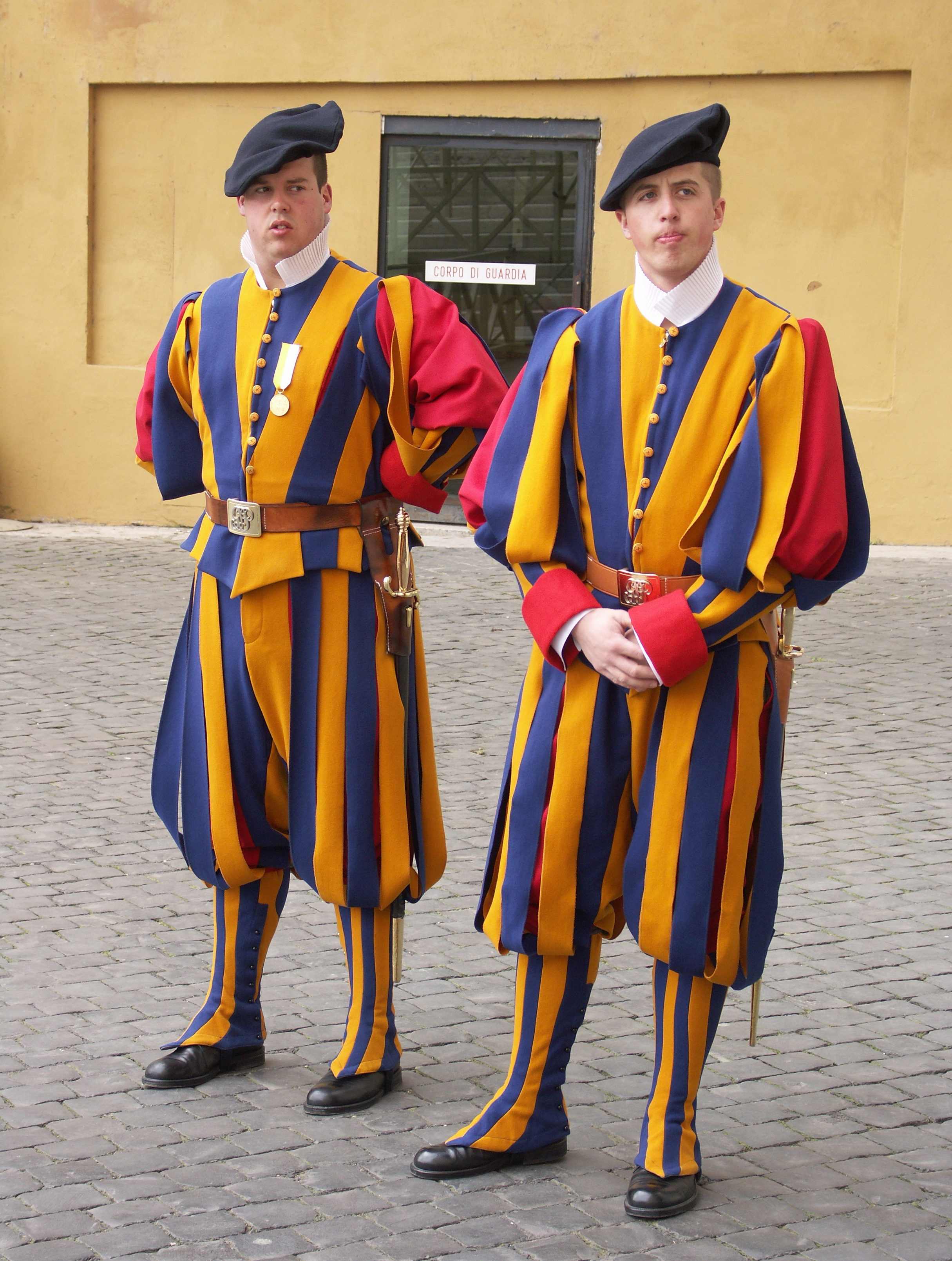
Schweizergardisten in ihren traditionellen Uniformen

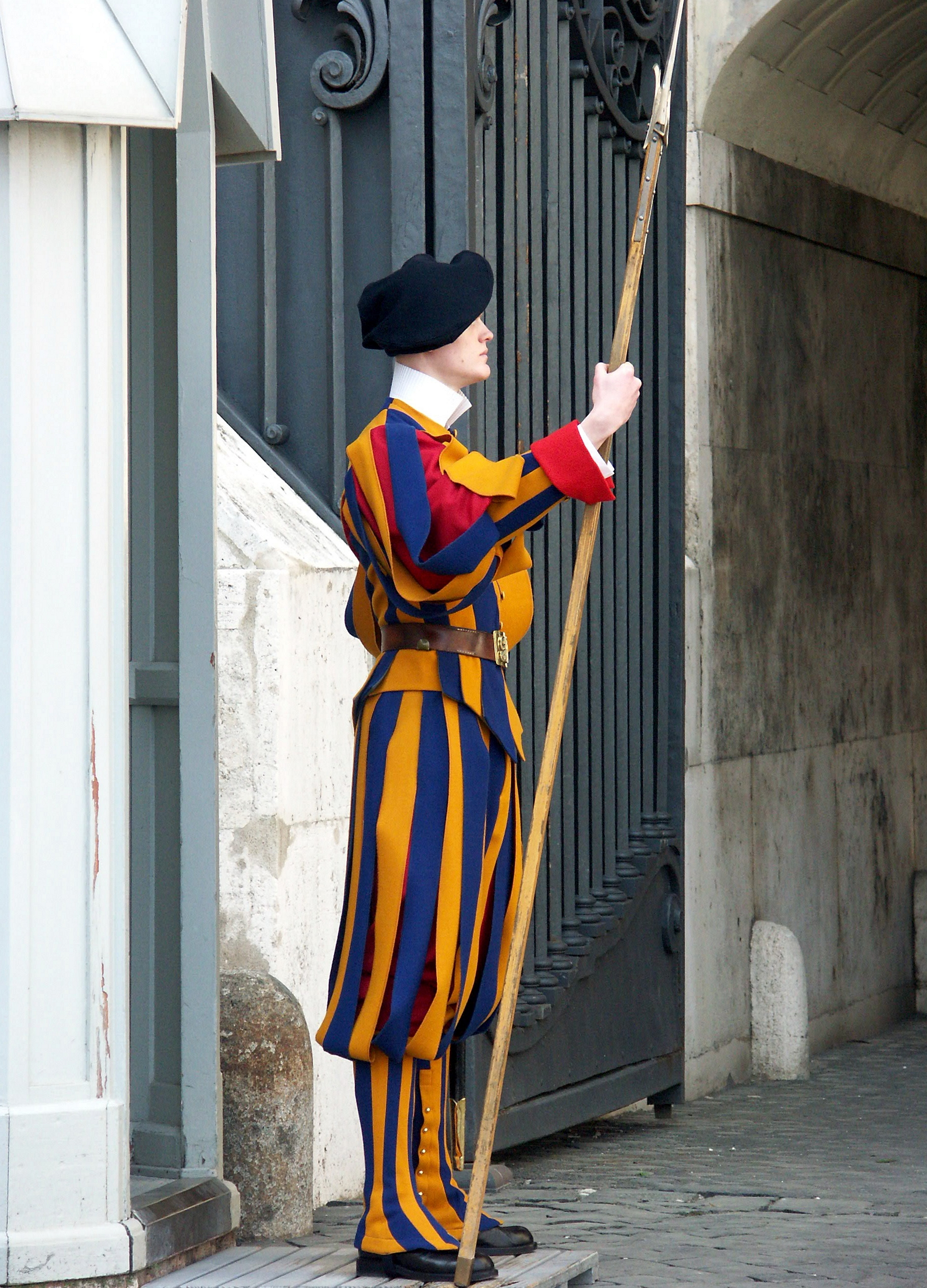
Schweizergardist mit Hellebarde auf der Schildwache (2005)

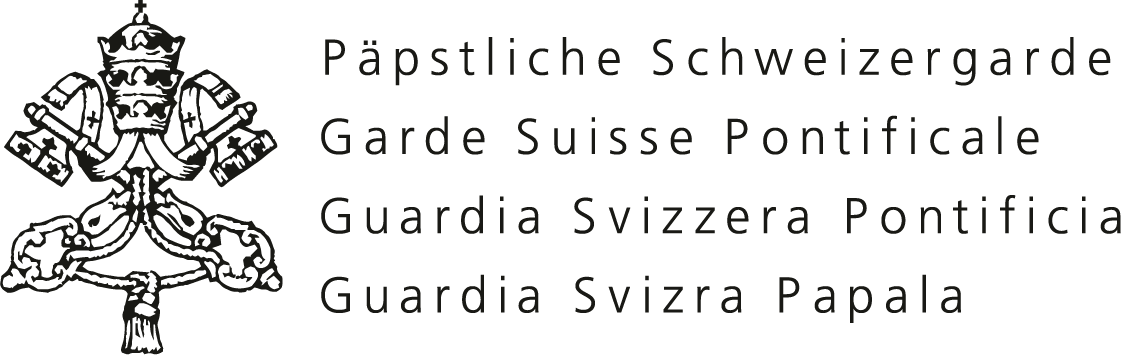
Offizielles Logo der Päpstlichen Schweizergarde

1505 beantragte Papst Julius II. bei der Tagsatzung, der Versammlung von Abgesandten der Schweizerischen Eidgenossenschaft, ein Kontingent von Schweizer Reisläufern zum Schutze des Vatikans. Der Schweizer Buonaser Kleriker Peter von Hertenstein vermittelte und die Augsburger Jakob und Ulrich Fugger bezahlten die ersten 150 Gardisten.
Als Gründungstag der ersten Garde gilt der 22. Januar 1506, als jene Reisläufer unter der Führung ihres Hauptmanns Kaspar von Silenen und Peter von Hertenstein in Rom eintrafen. Ihre Aufgabe war, als Leib- und Palastwache dem Papst zu dienen.
Während der Plünderung Roms (Sacco di Roma) am 6. Mai 1527 starben 147 von 189 Mann; auch der Kommandant Kaspar Röist kam beim Rückzug von Papst Clemens VII. in die Engelsburg ums Leben. Der 6. Mai gilt daher als Gedenktag der Schweizergarde, an dem jährlich die neuen Gardisten vereidigt werden.
Einen Monat nach dem Sacco di Roma ergab sich der Papst und die Garde wurde von 200 deutschen protestantischen Söldnern Custodia Peditum Germanorum ersetzt. 12 Schweizer traten in diese neue Garde ein.
Unter Papst Paul III. wurde die zweite Schweizer Garde 1548 unter Jost von Meggen neu aufgestellt und erreichte 1552 eine Stärke von 200 Mann.
Infolge der Französischen Revolution wurde am 16. Februar 1798 der Vatikan durch französische Truppen besetzt. Papst Pius VI. musste Rom verlassen und die zweite Garde wurde aufgelöst.
1800 stellte Karl Leodegar Pfyffer von Altishofen unter Pius VII. die dritte Schweizergarde auf.
1848 ging sie mit Pius IX. ins Exil und wurde von der kurzlebigen Römischen Republik offiziell aufgelöst, nach deren Niederschlagung aber in Rom wiedereingesetzt.
Im Lateranvertrag vom 11. Februar 1929 mit dem Königreich Italien erhielt der Heilige Stuhl das Recht der Selbstverwaltung als Staat der Vatikanstadt. Da Schweizern Militärdienste im Ausland seit 1848 verboten sind, bestätigte der schweizerische Gesamtbundesrat am 15. Februar 1929 die Stellungnahme des Parlaments: «Die päpstliche Garde kann nicht als ausländische, bewaffnete Einheit gemäss Artikel 94 des militärischen Strafrechts betrachtet werden; da diese Truppe eine einfache Wachpolizei ist, kann jeder, wie bisher, in ihren Dienst treten, ohne die Zustimmung des Gesamtbundesrates einzuholen.»

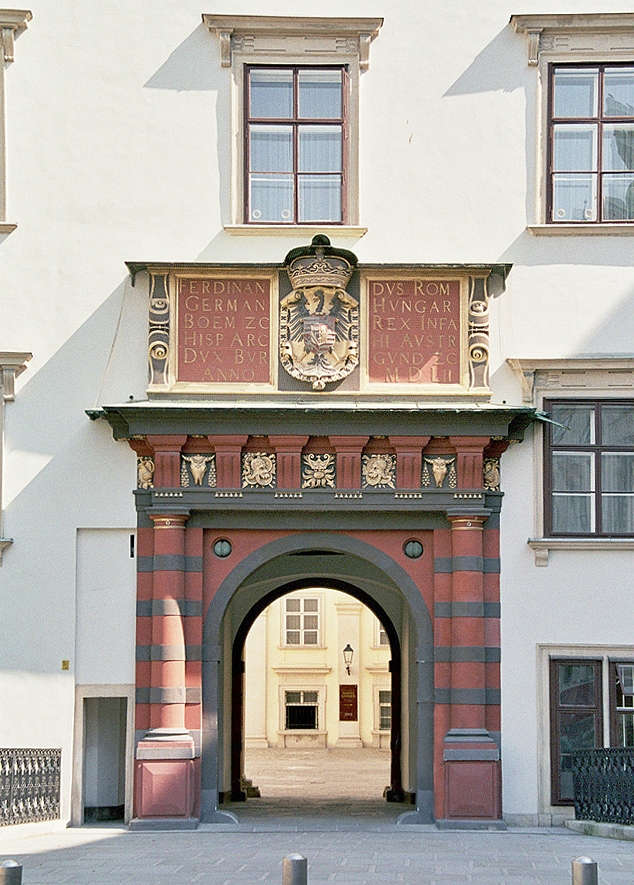
Das Schweizertor in der Hofburg in Wien

In der Gründungszeit war Schweizer oder Schweitzer eine allgemeine Bezeichnung für einen Söldner. Der König von Frankreich unterhielt die Einheit der Cent-suisses, und unter Maria Theresia diente von 1748 bis 1767 ein Kontingent von bis zu 450 Schweizergardisten in der Hofburg in Wien, woran der Schweizerhof und das Schweizertor erinnern.
Seit 1970, als Papst Paul VI. die Nobelgarde und die Palatingarde auflöste sowie der Vatikanischen Gendarmerie klassische Polizeiaufgaben zuwies, ist die Schweizergarde die letzte der vormals vier päpstlichen Garden und einzige militärische Formation des Heiligen Stuhls, aber keine Armee.
Im April 2018 erhöhte Papst Franziskus die Sollstärke der Schweizergarde von 110 auf 135 Mann. Im Dezember 2018 wurden 14 Mann zu Unteroffizieren befördert. Auch die Zahl der Gardisten, die den Papst auf Reisen begleiten sollen, wurde auf 40 Mann einschliesslich sechs Offizieren erhöht. Zum Zeitpunkt dieser Entscheidung hatte die Schweizergarde 113 Mitglieder.
2016 wurde für die Renovierung der in schlechtem Zustand befindlichen Kaserne der Schweizergarde in der Schweiz eine Stiftung gegründet, die Gelder sammelt. Der Kantonsrat Luzern beschloss am 24. Januar 2022 auf Antrag des Regierungsrates den Kasernenneubau mit 400’000 Franken zu unterstützen. Gegen diesen Beschluss wurde das Referendum ergriffen. Das Referendumskomitee war der Auffassung, dass die Finanzierung der Infrastrukturkosten eines fremden Staates nicht die Aufgabe eines schweizerischen Kantons sein könne. Die Befürworter argumentierten mit dem «besonders engen historischen Bezug» des Kantons zur Schweizergarde. Die Garde stehe «für Schweizer Werte wie Zuverlässigkeit, Loyalität, Pflichtbewusstsein und Beständigkeit» und sei «eine wichtige Botschafterin der Schweiz». In der Volksabstimmung vom 25. September 2022 wurde der Kredit sehr deutlich (Ja-Stimmenanteil 28,52 %) abgelehnt. In 17 anderen Kantonen haben die Kantonsparlamente oder Kantonsregierungen Beiträge gesprochen, ohne dass eine Volksabstimmung stattfand.

## Schweizergarde heute

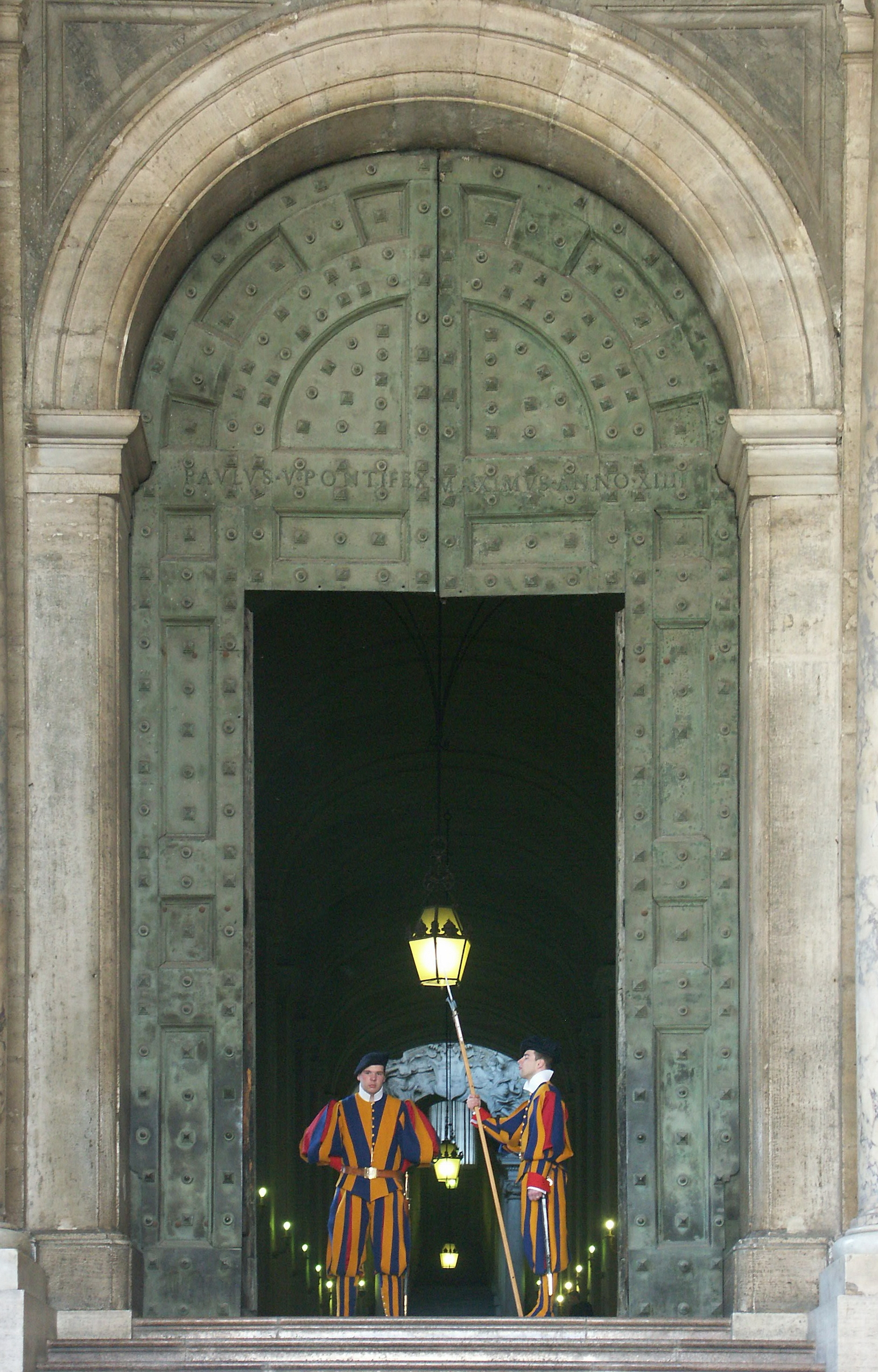
Soldaten der Schweizergarde am Bronzenen Tor im Vatikan

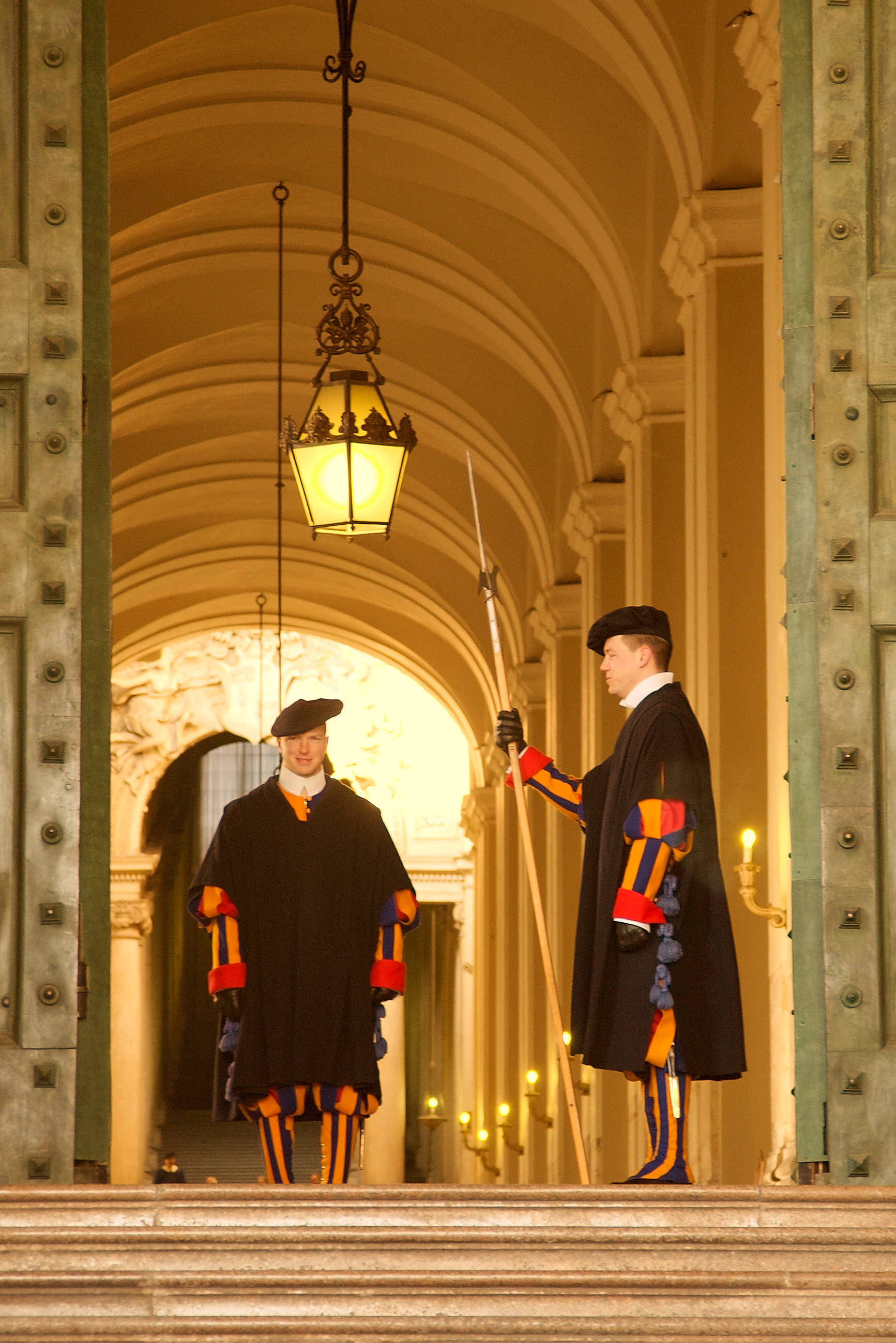
Wintermantel mit Quasten

### Reglement
Organisation und Aufgaben der Schweizergarde bestimmen sich nach einem Reglement, das vom päpstlichen Staatssekretariat im Auftrag des Papstes erlassen wird. Das aktuelle Personal-, Disziplinar- und Administrativreglement der Päpstlichen Schweizergarde wurde am 22. Januar 2006 – zum 500. Gründungstag der Garde – erlassen. Es ersetzt das Reglement von 1976.

### Aufgaben
Die oftmals fälschlicherweise als «kleinste Armee der Welt» bezeichnete Garde ist für die Sicherheit des Papstes zuständig. Sie betreibt Personenschutz, Objektschutz, Wachtdienst und Ordnungsdienst, zudem leistet sie Ehrendienste bei Audienzen, Besuchen, Messen und Schildwachen. Gemäss dem Reglement (Artikel 1) ist die Hauptaufgabe der Garde, «ständig über die Sicherheit des Papstes und seiner Residenz zu wachen». Weitere Pflichten sind aufgrund dieser Bestimmung:
1. den Papst auf seinen Reisen zu begleiten
2. die Eingänge zur Vatikanstadt zu bewachen
3. das Kardinalskollegium während der Sedisvakanz zu beschützen und
4. andere Ordnungs- und Ehrendienste auszuführen, wie sie im Reglement angeführt sind

Gardisten im Vatikan können seit 2001 ein eidgenössisch anerkanntes Diplom als Fachmann für Sicherheit und Bewachung (FSB) erwerben, wofür sie etwa eine Dienstzeit von drei Jahren aufwenden.
Nach Artikel 20 des Grundgesetzes für die Vatikanstadt übernimmt sie auf Bitten des Präsidenten des vatikanischen Governatorats neben dem Gendarmeriekorps Sicherheits- und Polizeiaufgaben.

### Gardisten
Die Rekruten der Schweizergarde haben eine Reihe von Aufnahmebedingungen zu erfüllen: Sie müssen katholische männliche Schweizer, zwischen 19 und 30 Jahren alt, mindestens 1,74 Meter gross und sportlich sein. Zusätzlich müssen sie einen einwandfreien Leumund besitzen, eine Mittelschule oder Berufslehre sowie die Rekrutenschule der Schweizer Armee absolviert haben. Als Hellebardiere und Vizekorporäle dürfen sie nicht verheiratet sein; wenn sie heiraten, wird ihnen eine Wohnung angeboten, deren Anzahl jedoch begrenzt ist. Nachdem sie mindestens 26 Monate gedient haben, können sie ihren Dienst beenden, wobei ihnen die vatikanische Staatsangehörigkeit aberkannt wird. Seit 1825 hat der Schweizer Kanton Wallis mit 693 die meisten Gardisten gestellt, aus dem Oberwalliser Ort Naters kamen allein 80 Gardisten.

### Bestand und Dienstgradabzeichen
Die Schweizergarde hat seit einer Neuordnung 2018 einen Sollbestand von 135 Mann. Die Gardisten sind in drei Züge aufgeteilt, zu je drei Gruppen. Im ersten Zug sind mehrheitlich deutschsprachige Gardisten eingeteilt, im zweiten Zug die mehrheitlich französisch- und italienischsprachigen Gardisten und im dritten Zug die Musiker des Gardespiels. Seit der Neuordnung 2018 stehen drei neu geschaffene Leutnantsposten den Zügen vor, die zuvor von den Hauptleuten und Stabsoffizieren kommandiert worden waren. In die Leutnantsstellen rückten altgediente Gardisten auf, die jetzt die höheren Kader entlasten, die als Bereichsleiter eingeteilt sind. Über den Kader- und Mannschaftsbestand gibt die nachfolgende Tabelle Auskunft:
| Die Dienstgrade der Päpstlichen Schweizer Garde (Die im Dienstbetrieb geführten Bezeichnungen sind gefettet) |                   |                | |                                                   |        |                     |                  |
| Anzahl | Dienstgrad        | NATO- Rangcode | Funktion | Offiziere: Schulterklappe Unteroffiziere: Chevron | Barett | Morion (Helm)       | Stangen- waffe   |
| Offiziere |                   |                | |                                                   |        |                     |                  |
| 1 | Oberst            | OF-5           | Gardekommandant |                                                   |        | weisse Feder        | nein             |
| 1 | Oberstleutnant    | OF-4           | Gardekaplan und Verantwortlicher für kulturelle Aktivitäten                                                             | –                                                 | –      | –                   | nein             |
| 1 | Oberstleutnant    | OF-4           | Vizekommandant/Stellvertretender Gardekommandant und Stabschef (bis 2018 Zugführer)                                     |                                                   |        | weinrote Feder      | nein             |
| 1 | Major             | OF-3           | Sicherheitschef: Bereich Operationen, Einsatzplanung und Einsatzzentrale (bis 2018 Zugführer)                           |                                                   |        | weinrote Feder      | nein             |
| 2 | Hauptmann         | OF-2           | Bereichschefs für Personelles, Marketing und Kommunikation sowie für Logistik, Armerie und Kantine (bis 2018 Zugführer) |                                                   |        | weinrote Feder      | nein             |
| 3 | Leutnant          | OF-1           | Zugführer |                                                   |        | weinrote Feder      | nein             |
| Unteroffiziere                                                                                               |                   |                | |                                                   |        |                     |                  |
| 1 | Feldweibel        | OR-7           | Regimentsfeldweibel und Fahnenträger                                                                                    |                                                   |        | weisse Feder        | nein             |
| 9 | Wachtmeister      | OR-6           | Stellvertretender Zugführer                                                                                             |                                                   |        | rote Feder          | nein             |
| 14 | Korporal          | OR-5           | Gruppenführer |                                                   |        | rote Feder          |                  |
| 17 | Vizekorporal      | OR-4           | Stellvertretender Gruppenführer                                                                                         |                                                   |        | rote Feder          |                  |
| Mannschaften                                                                                                 |                   |                | |                                                   |        |                     |                  |
| 85 | Hellebardier      | OR-3/2         | Postenchef St.Annagardist Palastgardist Schildwachgardist                                                               |                                                   | ohne   | rote Feder          |                  |
| 2-8 abhängig vom Bestand                                                                                     | Tambour / Pfeifer |                | Trommler / Pfeifer |                                                   |        | gelb-schwarze Feder | Trommel / Pfeife |
| wenn eine Rekrutenschule ausgebildet wird 5-20                                                               | Rekrut            | OR-1           | Rekrut |                                                   |        | rote Feder          |                  |

Obwohl die Päpstliche Schweizergarde nur über eine Kompaniestärke verfügt, besitzt sie den Ehrenstatus eines Regiments. Einem alten militärischen Brauch folgend, führten darum bis 2018 alle Gardeangehörigen zwei Dienstgrade: einen „wirklichen“ Gardedienstgrad, der Rang und Funktion in der Kompanie anzeigt, und einen höheren Ehrenrang, der mit einem Grad der Schweizer Armee korrespondierte.
Im Dienstbetrieb verwenden die Gardeoffiziere nicht den „wirklichen“ Gardedienstgrad, sondern ihren Ehrenrang. So trägt der Kommandierende Hauptmann die Rangabzeichen eines Obersten und wird als Oberst angesprochen. Die Unteroffiziere und Mannschaften führen den Ehrenrang dagegen nicht, sondern ausschliesslich den niederen Gardegrad. Folglich wird bspw. der Regimentsfeldweibel als Feldweibel angesprochen, und nicht mit seinem Ehrenrang, Oberleutnant.
Aus dieser Praxis folgte, dass bis 2018 der niederste im Dienstbetrieb genutzte (ehrenhalber verliehene) Offiziersrang der des Hauptmanns war (Gardedienstgrad Leutnant). Mittlerweile rangieren drei neu geschaffene Leutnante unmittelbar hinter dem Hauptmann, ohne dass dazwischen noch ein Oberleutnant einen Platz einnähme. Ob es sich bei den neuen Leutnanten um „wirkliche“ Gardedienstgrade handelt oder um Ehrenränge, ist der offiziellen Website der Schweizergarde nicht zu entnehmen (Stand 25. Juni 2021).

### Uniform

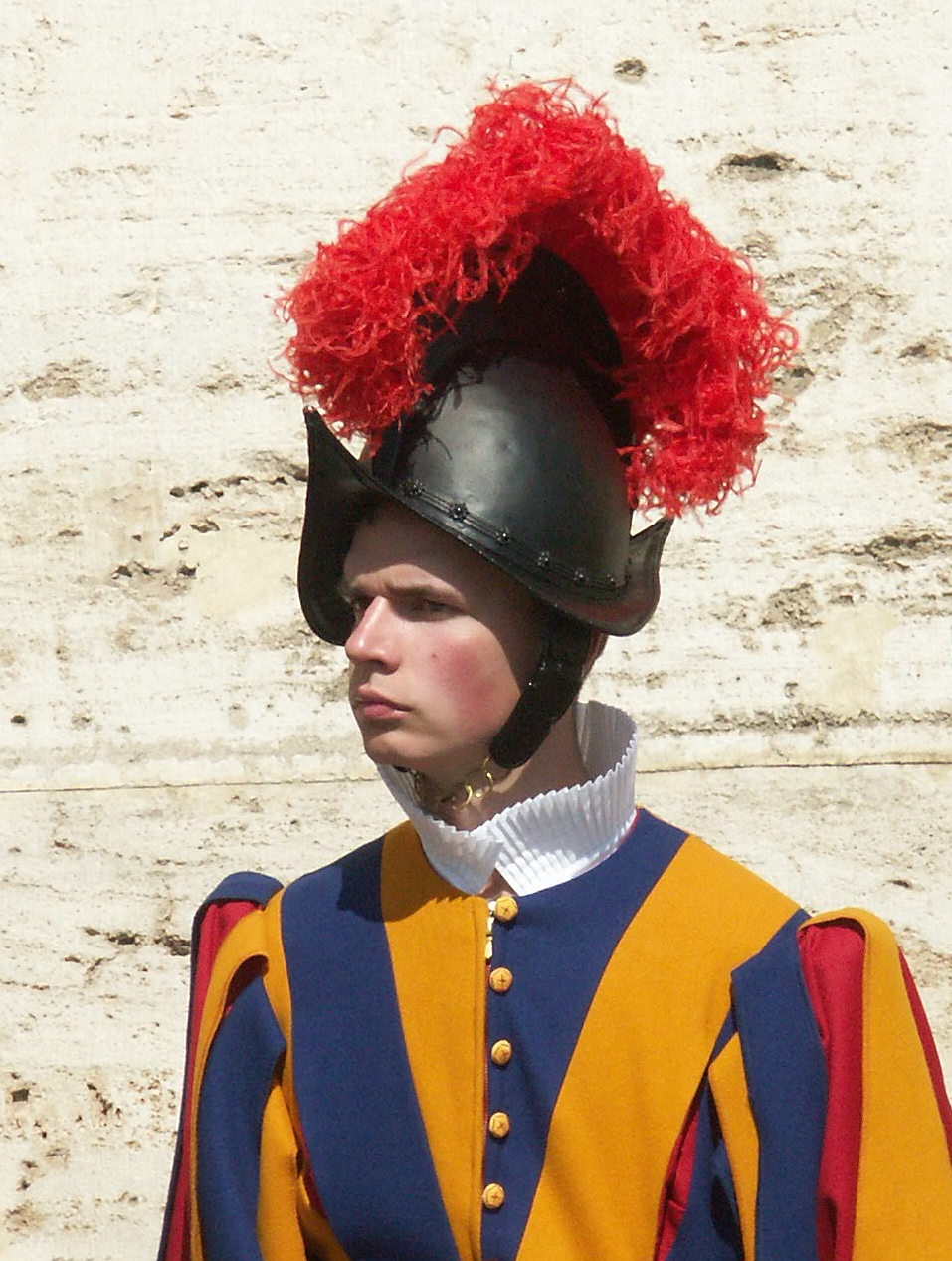
Schweizergardist mit Morion

Grundsätzlich wird zwischen der Galauniform (im Renaissance-Stil) und der schlichten, blauen Kleinen Uniform (piccola tenuta) unterschieden.
Galauniformen
- für die Offiziere aus rotem Samt, mit hellgrünen Seidenpuffen versehen
- für den Feldweibel[15] und die Wachtmeister: schwarzer Wams, rote Puffärmel mit schwarzen Streifen, rotes Beinkleid mit weinroten Streifen
- für die übrigen Gardisten (inklusive Musik-Banda): Wams in den Farben Gelb, Rot und Blau (Farben des Wappens der Familie Medici) mit roten Puffärmeln mit blauen und gelben Streifen, rote Puffhosen mit blauen und gelben Streifen. Die niederen Unteroffiziere (Vizekorporal, Korporal) sind an zwei roten Stoffbändern, unterhalb der Knie der Puffhose erkennbar.
- für die Tambouren (nur anlässlich der Vereidigung): Uniform in den Farben Blau, Schwarz und Gelb (Farben des Wappens der Familie Pfyffer von Altishofen).

Zur mezza-gala tragen alle Dienstgrade weisse Handschuhe, ausserdem ein nachtblaues Barett, mit an der linken Kopfseite festgenähten Rangwinkeln, mit nach oben gerichteter Spitze (Vizekorporal: ein breiter Stoffwinkel in Blau; Korporal: ebenso, in Orange; Wachtmeister: schmaler Metalltressen-Winkel in Altgold; Feldweibel: zwei Tressenwinkel übereinander). An Sonntagen wird anstelle des Baretts ein geschwärzter Metallhelm (Morion) mit farbiger Helmzier getragen: Garde-Kommandant und Feldweibel tragen den Helm je mit weisser Straussenfeder, bei Offizieren ist der Helmbusch violett, bei allen übrigen (inklusive Musiker) rot, bei Trommlern und Pfeifern indes schwarz-gelb. Anfang 2018 wurde bekannt, dass die Morions aus Metall durch solche aus kratzfestem Kunststoff, die im 3D-Druck gefertigt werden, ersetzt werden. Die ersten dieser Helme wurden am 22. Januar 2019 ausgeliefert.
Anlässlich hoher (kirchlicher) Feiertage, wie etwa zu Ostern oder bei der Vereidigung am 6. Mai, wird die gran-gala angelegt, mit blankem Helm, Brustpanzer (Harnisch) und Armschienen (bei Offizieren mattiert und zusätzlich die Unterarme bedeckend). Die Ausführungen für den Feldweibel und, mehr noch, für die Offiziere sind reich geschmückt.
Die heutige Uniform wurde 1914 vom damaligen Kommandanten Jules Repond aus der bis dahin üblichen Uniform entwickelt, angelehnt an den Stil von Uniformen des 16. Jahrhunderts.
Exerzieruniform (Tenue bleu)

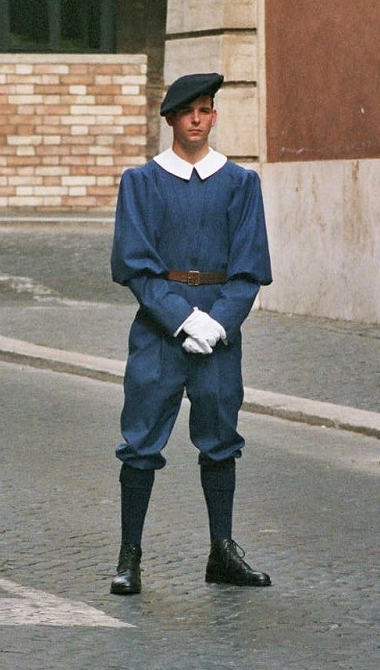
Exerzier- und Nacht-Uniform

Die Exerzieruniform besteht in unterschiedlichen Ausführungen für Offiziere und die übrigen Grade. Sie wird beim Exerzieren, im Nachtdienst sowie am Vatikan-Seiteneingang Sant’Anna getragen, ausser am Ostersonntag und am 25. Dezember. Die Kopfbedeckung ist das nachtblaue Barett mit Gradabzeichen.
Die Exerzieruniform der niederen Dienstgrade besteht aus einem taschenlosen Wams mit weissem Umlegekragen und bauschigen Oberärmeln, dazu ein schmaler brauner Gürtel mit Dornschnalle, blaue Kniestrümpfe und schwarze, über die Knöchel reichende Schnürschuhe. Der Schnitt für Offiziere ist ungleich moderner: Jackett mit je zwei Brust- und Seitentaschen mit aufgesetzten Klappen, blauer Umlegekragen mit grossen roten Kragenspiegeln, mittig umlaufender Goldschnur und einem Goldknopf auf Höhe der Schulternaht (ähnlich den Kragenspiegeln britischer Generäle). Mit roter Paspel eingefasste Schulterklappen mit Rangsternen. Breites braunes Koppel mit Dornschnalle. Gerade geschnittene Hosen, die in kniehohe schwarze Reitstiefel gesteckt werden.
Kommandant Jules Repond führte ebenfalls einen dunklen Umhang nach altem Vorbild ein, damit die Gardisten es in der Nacht und bei schlechtem Wetter warm haben und geschützt sind. Der Umhang ist der nachtblauen Farbe des Baretts und hat an beiden Seiten jeweils drei blaue Quasten.
Ausserdem gibt es auch Gardisten mit Spezialausbildung bzw. besonderem Auftrag sowie die gesamten höheren Kader, die ihren Dienst in Zivil versehen.

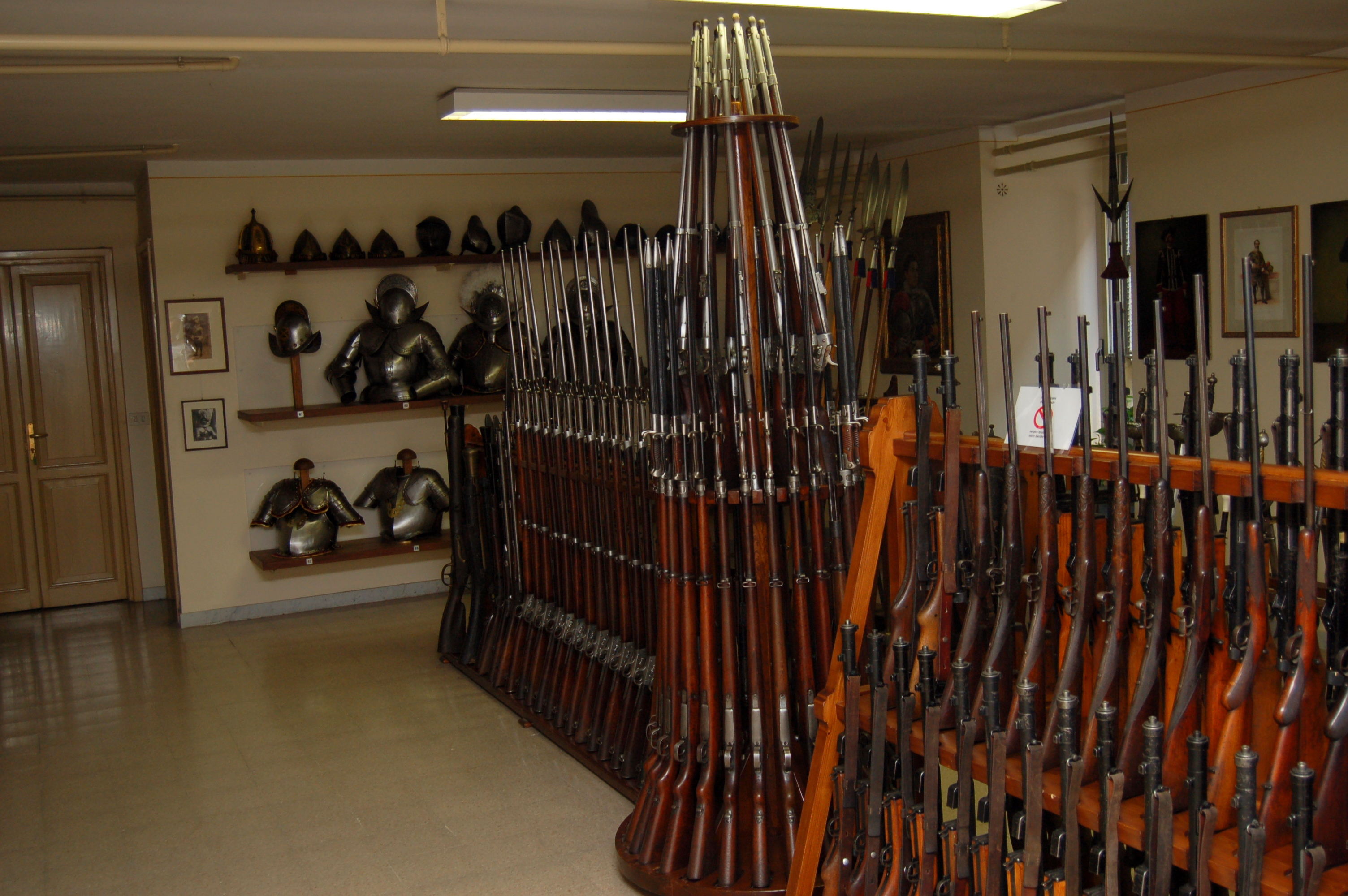
Waffensammlung der Schweizergarde in der Armeria (heute nicht mehr in Gebrauch)

### Bewaffnung
Zur traditionellen Bewaffnung zählt für alle Dienstgrade das Schwert: in einfacher Ausführung, mit schlichter, S-förmig geschwungener Parierstange für die Dienstgrade bis einschliesslich Feldweibel oder mit aufwendigen Korbgefässen, nach Art frühbarocker Degen bzw. Rapiere, für die Offiziere. Die einfachen Dienstgrade führen die Hellebarde, Vizekorporale und Korporale die Partisane mit roter Fransenquaste (bei dem Vizekorporal mit breiter Mittelklinge und geraden Seitenklingen, bei dem Korporal mit schmaler Mittelklinge und mit halbmondförmig aufgeschwungenen Seitenklingen). Die Dienstgrade ab Wachtmeister führen keine Stangenwaffen, dafür bei bestimmten Gelegenheiten einen schwarzen Kommandostab mit elfenbeinfarbenem Knauf und Spitze. Die vom Feldweibel (ersatzweise: Wachtmeister) geführte Truppenfahne eskortieren stets zwei mit Flambergen bewaffnete (Vize-)Korporale.
Daneben steht der Schweizergarde aber auch modernes Gerät zur Verfügung, um die Wachaufgaben im Vatikan wahrzunehmen: unter anderem die Glock 19 und die Glock 26 als Nachfolger der alten Pistole 75, das Sturmgewehr 90 des Schweizer Herstellers SIG und die H&K-Maschinenpistole MP5. Zudem kann gegebenenfalls das Pfefferspray (RSG2000) oder der Taser (TaserX2) eingesetzt werden.
Seit dem Papstattentat im Jahr 1981 wurde der Personenschutz für den Papst erheblich verschärft. Genaueres zum aktuellen Waffenbestand wird nicht bekannt gegeben.

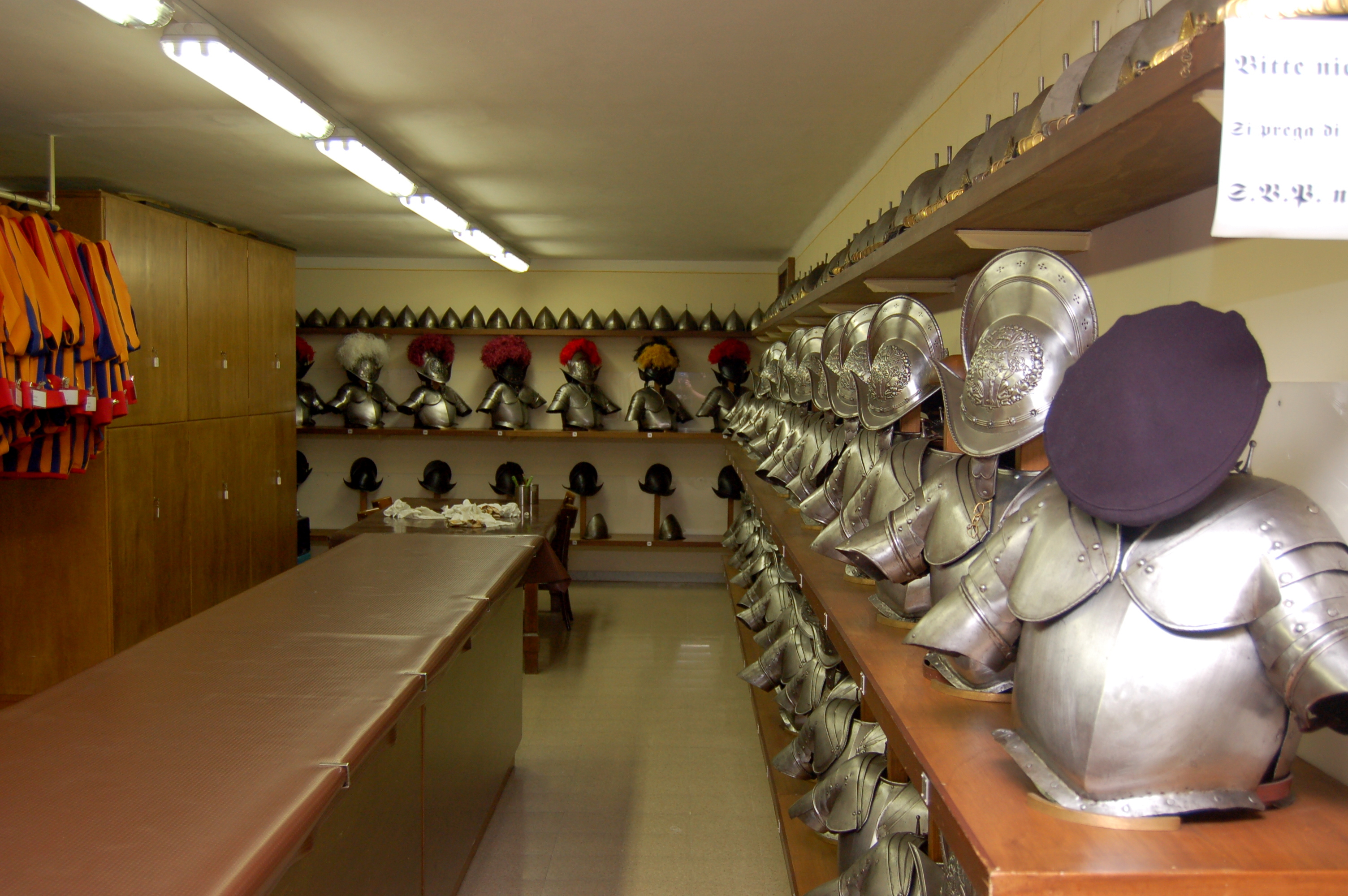
Rüstungen in der Armeria

Historisch verwendete die Schweizergarde einige besondere Munitionstypen, wie die 12,7 mm Remington Papal. Es wurden folgende Patronenbezeichnungen mit besonderem Bezug zur Schweizergarde bekannt:
- 12,6 × 45 R Papal Remington
- .50-70 Papal Remington
- 12,7 mm Remington Papal[22]
- 12,7 mm Remington Pontificio
- 12,7 × 45 R Papal Remington
- 12,7 × 45 R Remington Pontificio
- 12,8 mm Pontifico
- 12,8 × 45 R Papal Remington

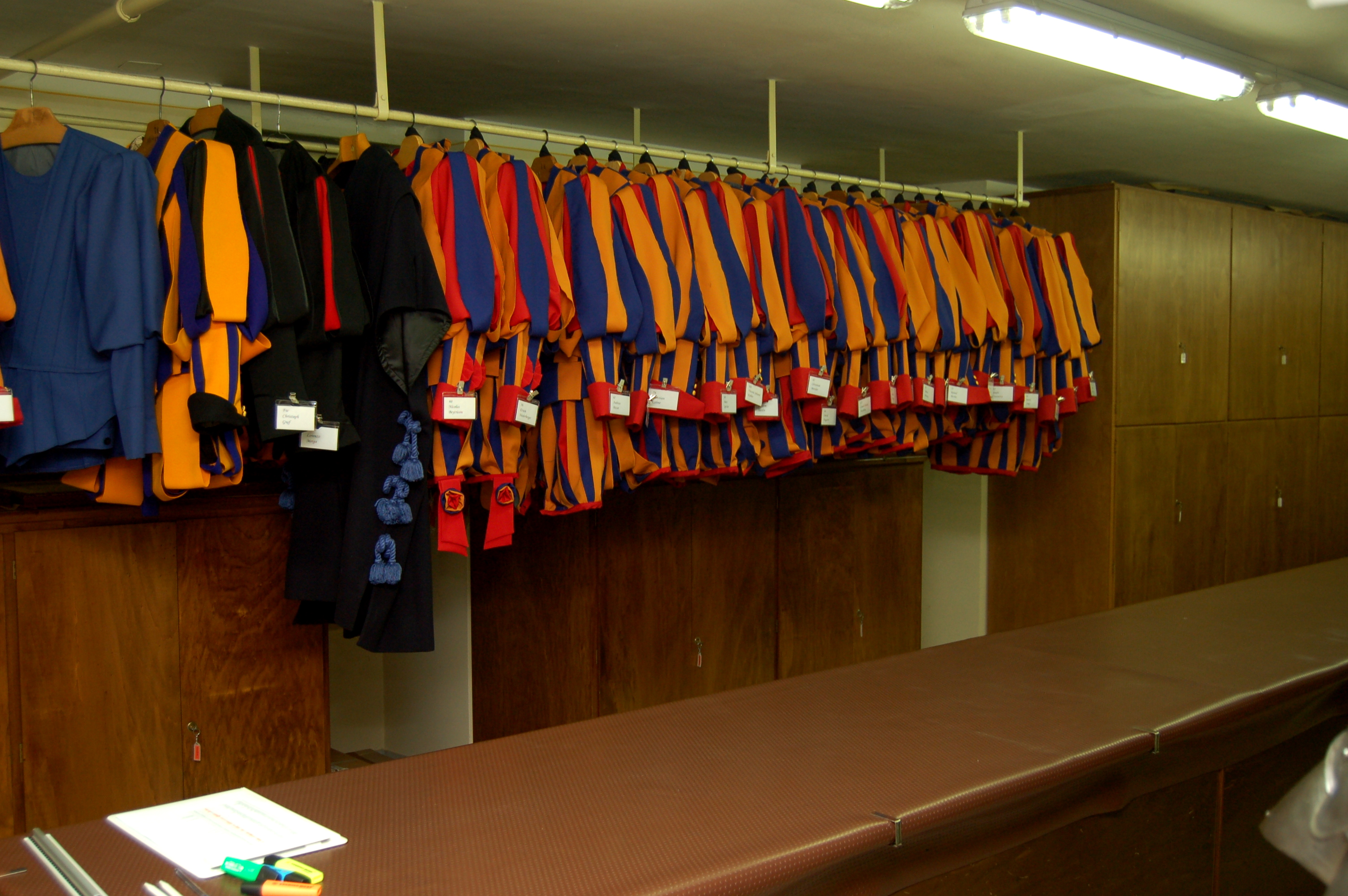
Uniformen in der Armeria

- 12,8 × 45 R Papal Remington Vatican Guards
- 12,8 × 45 R Vatican
- 12,8 × 45 Remington Vatican

### Armeria
Die Armeria ist die Ausrüstungsstelle der Schweizergarde. Sie befindet sich im Quartier der Schweizergarde neben dem Ehrenhof. In der Armeria befindet sich die Ausrüstung der Schweizergarde wie Hellebarden und Uniformen für den täglichen Gebrauch sowie auch die Rüstungen für die Vereidigung.
Neben den sich heute noch in Gebrauch befindenden Waffen, Uniformen, Rüstungen und Helmen befindet sich in der Armeria auch eine Waffensammlung der Schweizergarde. Die Waffen sind grösstenteils nicht mehr in Gebrauch. Sie enthält auch Schenkungen von anderen Ehrengarden. Die Flammenschwerter, die von der Fahneneskorte während der Vereidigung getragen werden, befinden sich in der Waffensammlung.

### Bezahlung
Neben freier Kost und Logis erhalten Schweizergardisten einen steuerfreien Sold von 15'600 Euro im Jahr; Überstunden werden gesondert vergütet (Stand 2014).

### Gardefahne
Das Reglement (Artikel 3) beschreibt die Gardefahne wie folgt: «Die Fahne der Schweizergarde ist durch ein weisses Kreuz in vier Felder geteilt, von welchen das erste das Wappen des amtierenden Papstes und das vierte dasjenige von Papst Julius II. dem Gründerpapst zeigt, beide auf rotem Grund; das zweite und das dritte Feld zeigen die Farben des Korps, nämlich blau, rot und gelb. Auf dem Schnittpunkt der Arme des Kreuzes befindet sich das Wappen des Kommandanten.»

### Schutzpatrone und Kirche
Das Reglement (Artikel 2) nennt als Schutzpatron der Schweizergarde die Heiligen Martin von Tours (11. November), Sebastian (20. Januar) und Niklaus von Flüe (25. September). Die Kirche der Garde, Santi Martino e Sebastiano degli Svizzeri, ist Martin und Sebastian geweiht, da Niklaus von Flüe erst 1947 heiliggesprochen wurde.
Im Campo Santo Teutonico, der deutschsprachigen Exklave im Vatikan, befindet sich in der Kirche S. Maria della Pietà im linken Seitenschiff die sog. Schweizerkapelle. Sie diente ursprünglich als Gottesdienstraum der Päpstlichen Schweizergarde und als Grablege der Hauptleute und ihrer Familien, von denen zahlreiche Grabplatten im Boden Zeugnis ablegen.

## Vereidigung

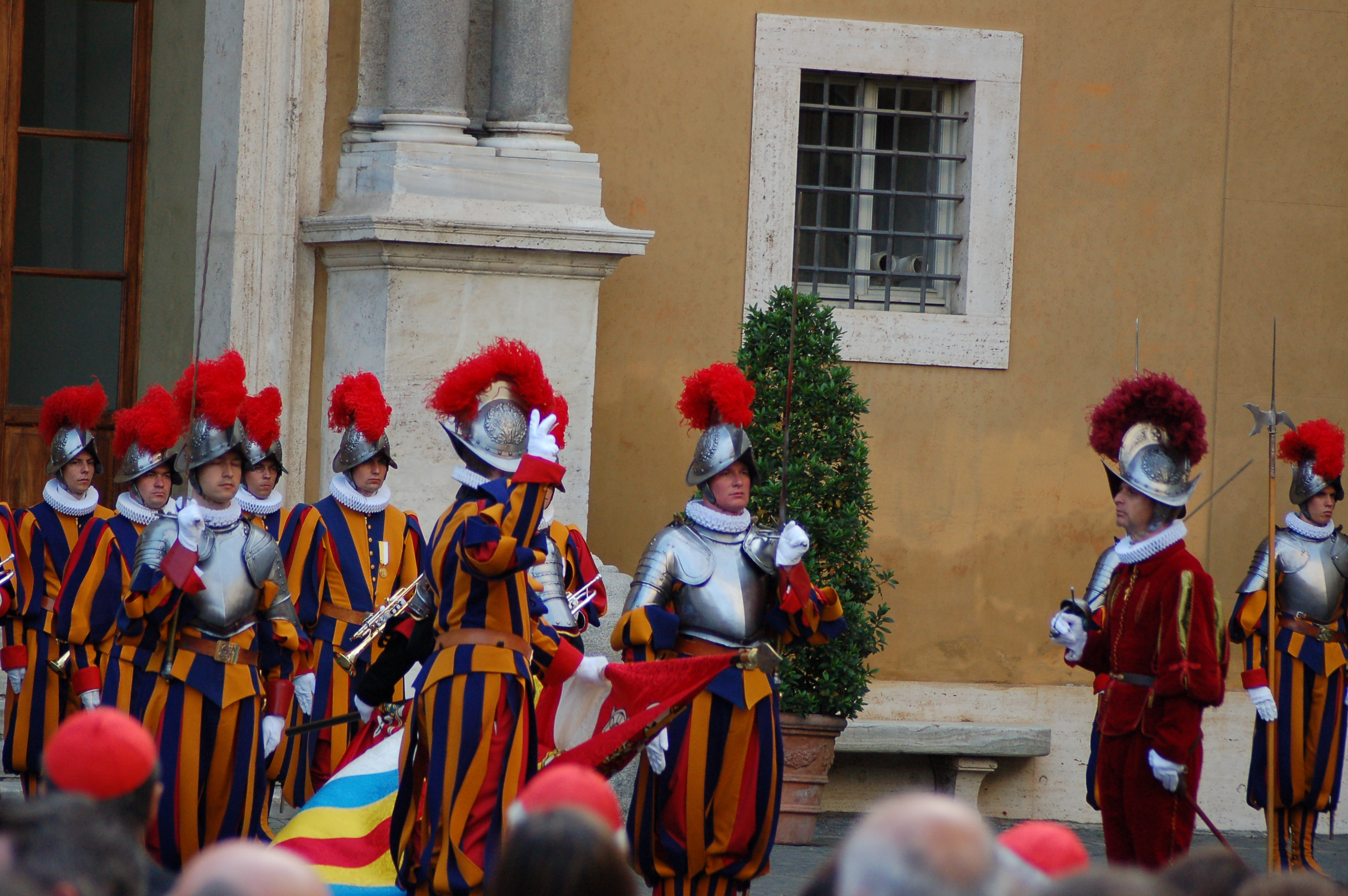
Vereidigung eines Schweizergardisten. Musikanten werden ohne Harnisch vereidigt

Die Vereidigung der neuen Rekruten findet jährlich am 6. Mai (dem Jahrestag der Plünderung Roms) im Damasushof (italienisch: Cortile di San Damaso) statt; am 6. Mai 2006, dem 500-Jahr-Jubiläum der Schweizergarde, erstmals auf dem Petersplatz, beobachtet von vielen Zuschauern in aller Welt. Der Kaplan der Garde liest den zu vereidigenden Rekruten folgenden Eid in bis zu vier Sprachen vor (Eidformel gemäss dem neuen Reglement vom 22. Januar 2006):

„Ich schwöre, treu, redlich und ehrenhaft zu dienen dem regierenden Papst [Name des Papstes] und seinen rechtmässigen Nachfolgern, und mich mit ganzer Kraft für sie einzusetzen, bereit, wenn es erheischt sein sollte, selbst mein Leben für sie hinzugeben. Ich übernehme dieselbe Verpflichtung gegenüber dem Kollegium der Kardinäle während der Sedisvakanz des Apostolischen Stuhls. Ich verspreche überdies dem Herrn Kommandanten und meinen übrigen Vorgesetzten Achtung, Treue und Gehorsam. Ich schwöre, alles das zu beobachten, was die Ehre meines Standes von mir verlangt.“

“Giuro di servire fedelmente, lealmente e onorevolmente il Sommo Pontefice […] e i suoi legittimi successori, come pure di dedicarmi a loro con tutte le forze, sacrificando, ove occorra, anche la vita per la loro difesa. Assumo del pari questi impegni riguardo al Sacro Collegio dei Cardinali per la durata della Sede vacante. Prometto inoltre al Capitano Comandante e agli altri miei Superiori rispetto, fedeltà e ubbidienza. Lo giuro. Che Iddio e i nostri Santi Patroni mi assistano.”

« Je jure de servir avec fidélité, loyauté et honneur le Souverain Pontife […] et ses légitimes successeurs, ainsi que de me consacrer à eux de toutes mes forces, offrant, si cela est nécessaire, ma vie pour leur défense. J’assume également ces engagements à l’égard du Sacré Collège des cardinaux pendant la vacance du Siège apostolique. Je promets en outre au commandant et aux autres supérieurs respect, fidélité et obéissance. Je jure d’observer tout ce que l’honneur exige de mon état. »

Danach gehen die Rekruten einzeln zur Fahne der Garde vor, umfassen mit der linken Hand die waagerecht gehaltene Fahnenstange der Gardefahne und schwören mit erhobener rechter Hand, bei denen drei Finger gespreizt sind (was unter anderem Trinität und Rütlischwur symbolisiert), laut in ihrer jeweiligen Muttersprache (Deutsch, Französisch, Italienisch, Rätoromanisch):

„Ich, [Dienstgrad und Name des Gardisten], schwöre, alles das, was mir soeben vorgelesen wurde, gewissenhaft und treu zu halten, so wahr mir Gott und seine Heiligen helfen.“

“Io, […], giuro di osservare fedelmente, lealmente e onorevolmente tutto ciò che in questo momento mi è stato letto. Che Dio e i suoi santi patroni mi assistano.”

« Moi, […], je jure d’observer loyalement et de bonne foi tout ce qui vient de m’être lu. Aussi vrai que Dieu et nos Saints Patrons m’assistent. »

## Museum
Im Jahre 2006 wurde zum 500. Jubiläum in der nicht mehr benötigten Festung von Naters im Kanton Wallis ein Museum über die Schweizergarde eingerichtet.

## Attentate auf die Kommandanten
Am 8. April 1959 wurde ein Anschlag auf den damaligen Kommandanten Robert Nünlist von einem Gardisten (andere Quellen sprechen von einem vorher durch den Kommandanten entlassenen Gardisten) verübt. Nünlist wurde durch zwei Schüsse schwer verletzt, er kehrte jedoch am 9. Juni 1959 zu seinem Dienst zurück.
Am 4. Mai 1998 wurden Oberst Alois Estermann, der Kommandant der Schweizergarde und seine Frau Gladys Meza Romero in der Kommandantenwohnung im Vatikan ermordet. Täter soll der Schweizergardist (Vizekorporal) Cédric Tornay gewesen sein, der sich daraufhin das Leben nahm.
Siehe hierzu auch: Mord an Alois Estermann

## Liste der Kommandanten
Siehe: Liste der Kommandanten

## Liste der Kapläne
Siehe: Liste der Kapläne

## Stiftungen zugunsten der Päpstlichen Schweizergarde

### Gardestiftung
Im Jahre 2000 wurde die Gardestiftung mit Sitz in Freiburg (Schweiz) gegründet. Diese setzt sich für das langfristige Weiterbestehen der Garde ein. Stiftungszweck ist, die Schweizergarde und deren Gardisten finanziell, materiell und sozial mit nachfolgenden Schwerpunkten zu unterstützen.
- Erhalt und Restaurierung historischer Werte der Päpstlichen Schweizergarde
- Finanzielle Unterstützung der Gardisten mit Familie und Kindern
- Förderung der Aus- und Weiterbildung der Gardisten, auch im Hinblick auf die Rückkehr ins Erwerbsleben nach dem Gardedienst
- Unterstützung bei der Öffentlichkeitsarbeit der Garde und der Rekrutierung
- Zeitgemässe Verbesserung der Arbeitsmethoden, der Ausrüstung und Infrastruktur[25]

Nach den alt Bundesräten Flavio Cotti (2000–2011), Pascal Couchepin (2011–2018) und Ruth Metzler-Arnold (2018–2025) steht Nationalrat Martin Candinas der Stiftung als Präsident vor.

### Stiftung für die Renovation der Kaserne der Päpstlichen Schweizergarde im Vatikan
Die Stiftung wurde im Herbst 2016 in Solothurn gegründet. Alleiniges Ziel ist die Erneuerung der Kasernengebäude sowie der übrigen Infrastruktur-Einrichtungen der Garde. Die von Jean-Pierre Roth geleitete Stiftung hat bis 2024 rund 50 Millionen Franken gesammelt. Der Baubeginn der Kaserne ist für 2026 geplant. Nach der Zweckerfüllung (oder im Fall des Projektabbruchs) wird die Stiftung aufgelöst und ihr Kapital der Gardestiftung übertragen.

## Dokumentationen
- Centro d’informazione e reclutamento Ingeborg und Toni Wyss-Hurni: Guardia Svizzera Pontificia. (Die Paepstliche Schweizergarde.) Dokumentation, 35 min. (DVD); (dauerhaft abrufbar auf youtube.com). .
- Felice Zenoni: Die Soldaten des Papstes – 500 Jahre Schweizergarde. Dokumentation (DVD), 85 min, Mesch & Ugge Filmproduktion, ISBN 3-8312-9410-0.
- Die Schweizergarde – Das geheime Leben im Vatikan. (Teil 1 und 2) TV-Dokumentation von Jesús Garcés Lambert (Regie), CH 2024 für SRF / 3sat.